# Jack Gleeson
Jack Gleeson (ur. 20 maja 1992 w Cork) – irlandzki aktor telewizyjny, teatralny i filmowy.
W teatrze zaczął występować w wieku siedmiu lat w ramach Independent Theatre Workshop. Zagrał niewielkie role w kilku produkcjach kinowych i telewizyjnych, w tym filmach Batman: Początek i Lęk. W 2009 dołączył do zespołu aktorskiego serialu Gra o tron w roli Joffreya Baratheona. Rozpoczął także studia na Trinity College w Dublinie, uzyskując w 2012 stypendium na tej uczelni.

## Wybrana filmografia
- 2002: Moving Day (film krótkometrażowy)
- 2003: Fishtale (film krótkometrażowy)
- 2004: Tom Waits Made Me Cry (film krótkometrażowy)
- 2005: Batman: Początek
- 2006: Killinaskully (serial TV)
- 2007: Lęk
- 2009: A Shine of Rainbows
- 2010: All Good Children
- 2011: Gra o tron (serial TV)[1]